# Кертбени, Карл Мария
Карл Мари́я Ке́ртбени (нем. Karl-Maria Kertbeny, венг. Kertbeny Károly; до 1847 года — Карл Мари́я Бе́нкерт, нем. Karl-Maria Benkert; 28 февраля 1824, Вена — 23 января 1882, Будапешт) — австро-венгерский публицист, переводчик и политический активист, прежде всего известный как создатель терминов «гомосексуальность» и «гетеросексуальность». Переводил на немецкий язык венгерских авторов, в частности Шандора Петёфи и Мора Йокаи. Жил преимущественно в Будапеште и Берлине.

## Ранние годы
Карл Мария Бенкерт родился 28 февраля 1824 года в семье писателя и художника Антона Бенкерта (1795—1846) и Шарлотты Бенкерт, ученицы художника Иоганна Фридриха Лейбольда. Младшим братом Карла Марии был художник Имре (Эмрих) Карл Бенкерт (1825—1855). Семья Бенкерт была родом из Франконии, а также имела родственные связи в Италии, в городе Падуе, и в США, в городе Нью-Йорке. Основателем венгерской линии был дед Бенкерта Себастьян Бенкерт, сын мэра Бамберга, который поселился в Пеште в 1770 году. Там он открыл гостиницу со своей женой Анной фон Салаи. Их сын Антон торговал кораллами в Вене, но в 1827 году вместе с женой и двумя сыновьями вернулся в родительский дом.
После окончания начальной и латинской школ Карл Мария учился в школе цистерцианского ордена в Эгере. В 1838 году он начал обучение у продавца книг Андреаса Швайгера в Дьёре, во время которого познакомился с князем Пюклером-Мускау.

## Путешествия и знакомства
Порвав отношения с отцом, Бенкерт начал вести скитальческий образ жизни. По совету князя Пюклера поступил на военную службу, став курсантом 5-го венгерского артиллерийского полка. В 1843 году оставил службу и решил стать писателем. Связи его матери позволили ему войти в художественные круги Вены и Пешта. Как журналист и писатель-путешественник, он написал свыше 25 книг на разную тематику, но ни одна из них не имела долгосрочной ценности. Бурная литературная деятельность не приносила ему и существенного дохода.
После того как его отец, потерявший бо́льшую часть состояния на спекулятивных сделках, умер в 1846 году, Бенкерт снова покинул Венгрию и вернулся к скитальческому образу жизни, не имея ни средств к существованию, ни паспорта. В январе 1847 года он был принят писателем Генрихом Чокке в Арау, в феврале остановился в Париже, где посетил поэта Генриха Гейне. Публицист Якоб Венедей представил его Пьер-Жану де Беранже, также он познакомился с Жорж Санд, Альфредом де Мюссе и другими французскими авторами. На пути в Лондон проездом через Гамбург он встретил поэта Фердинанда Фрейлиграта, который скептически отнёсся к молодому человеку, и писателя Томаса Карлейля, который предоставил ему рекомендательное письмо для проживавшего в Берлине Фарнхагена фон Энзе. Вскоре Бенкерт переехал в Берлин, где занимался журналистикой.
В том же 1847 году, по совету своего покровителя Фарнхагена, он официально сменил фамилию Бенкерт на её анаграмму Кертбени, имевшую венгерское звучание с аристократическими коннотациями. В революционном 1848 году борьба венгров за независимость, которой восхищались многие либерально настроенные интеллектуалы, вызвала повышенный интерес к венгерской культуре и литературе, что пошло на пользу чаяниям начинающего переводчика.
Мартовская революция положила конец пребыванию Кертбени в Берлине. Сначала он отправился в Галле и Веймар, где общался с композитором Францем Листом, затем во Франкфурт-на-Майне, где встретился с членами нового парламента — Якобом Гриммом, Людвигом Уландом, Иоганном Германом Детмольдом и Альфредом Мейснером, которых уже знал по Парижу. Тем временем вышли его первые переводы: «Стихи на иностранных языках» (нем. Gedichte aus fremden Sprachen, 1848)  и сборник стихов Шандора Петёфи. Перевод произведений Петёфи и других венгерских поэтов, таких как Янош Арань, Михай Вёрёшмарти и Мор Йокаи, стал основным направлением его деятельности и получил признание Гейне, Беранже и Сен-Рене Тайяндье. Важнейшим его контактом в немецких литературных кругах стала Беттина фон Арним, к декабрю 1850 года написавшая ему не менее 60 писем, в которых настоятельно подчёркивала политическую важность венгерской поэзии.
В 1851 году, уже после подавления венгерского восстания, Кертбени сдался австрийским властям и на две недели был заключён в венскую тюрьму — как из-за отсутствия паспорта и неуплаченного долга, так и за свои демократические взгляды. В 1852 году он снова поселился в Пеште. Через два года Гоффманн фон Фаллерслебен пригласил его для работы над «Веймарскими ежегодниками» (нем. Weimarischen Jahrbüchern).

## Публицистическая деятельность
С 1867 по август 1868 года Кертбени жил в Ганновере, где, в частности, общался с гинекологом и социал-демократом Людвигом Кугельманом. В письме от 6 мая 1868 года, отправленном из Ганновера Карлу-Генриху Ульрихсу, Кертбени употребил, «по-видимому, впервые» в публичном обсуждении слово «гомосексуал» (нем. Homosexual). Он начал всё больше писать о гомосексуальности, мотивируемый, по его словам, «антропологическим интересом», чувством справедливости и заботой о правах человека. В 1869 году Кертбени анонимно опубликовал тематическую брошюру, за которой вскоре последовала вторая. На страницах этих брошюр он также использовал слово «гомосексуальность» (нем. Homosexualität). В них он утверждал, что прусский «антисодомский» закон, параграф 143, позже ставший германским параграфом 175, нарушает права человека. В качестве довода он приводил классический либеральный аргумент о том, что частный и добровольный половой акт не должен быть предметом уголовного права. Кроме того, ссылаясь на смерть своего друга юности, он утверждал, что прусский закон позволял шантажировать гомосексуальных мужчин, часто вплоть до их самоубийства.
Кертбени неоднократно описывал сексуальное влечение как врождённое и неизменное — позже на этом аргументе была построена так называемая «медицинская модель» гомосексуальности. Он противоречил господствующему в те времена представлению о том, что мужчины занимались «содомией» из-за нравственной порочности. По словам Кертбени, однополые отношения были так же «естественны», как и гетеросексуальные, а гомосексуальные мужчины не отличались по своей природе особой изнеженностью; вслед за Генрихом Хёссли он указывал на то, что многим великим историческим фигурам было свойственно гомосексуальное поведение. При этом «биологические» аргументы для него были второстепенны по сравнению с общественно-политическими — как человек либеральных взглядов, он выступал строго за светское государство, которое не стало бы вмешиваться в личную жизнь гражданина, пока та не затрагивала чужие права и свободы.
Термин «гомосексуал(ьный)», введённый в работах Кертбени, был частью его классификации видов сексуальности и сексуального поведения. Например, мужчин, которых привлекают женщины, он называл «гетеросексуалами» (нем. Heterosexual), практикующих мастурбацию — «моносексуалами», а анальный секс — «пигистами» (от др.-греч. pygê, что означало «ягодицы»). Как писал немецкий сексолог Магнус Хиршфельд в 1914 году, филологи-классики были недовольны неологизмом Кертбени: слово homosexual связывало греческое прилагательное homós («одинаковый») с латинским существительным sexus («пол»), а следовательно было гибридом частично греческого, частично латинского происхождения. Кроме того, из-за некорректного написания корень «гомо-» отождествлялся не с греческим homós, а с латинским homō («человек» или «мужчина»), а окончание «-сексуал» скорее ассоциировалось с половым актом, чем с предрасположенностью к определённому полу.
Несмотря на то, что в дневниках Кертбени можно найти самоцензурированные упоминания о встречах с молодыми людьми и мужчинами, он не раз утверждал, что был «нормосексуален» (нем. Normalsexualer; термин, изначально употреблявшийся им для обозначения гетеросексуалов). В то время как его единомышленники — главным образом адвокат Ульрихс, называвший себя «урнингом», — продолжали вести борьбу за права гомосексуалов, сам он вскоре от неё отдалился. В 1880 году, взяв псевдоним «доктор М», он написал главу о гомосексуальности для научно-популярной книги Густава Йегера «Открытие души» (нем. Die Entdeckung der Seele), но Йегер исключил её из издания, так как посчитал содержание рукописи слишком противоречивым. Однако это не помешало ему использовать терминологию и цитаты Кертбени в других частях своей книги. Среди прочего за авторством доктора М. в ней впервые появилось слово «гетеросексуальность» (нем. Heterosexualität).
Впоследствии австрийский сексолог Рихард фон Крафт-Эбинг заимствовал термины «гомосексуал» и «гетеросексуал» из книги Йегера для собственных работ. Труды Крафта-Эбинга, особенно самая известная его работа «Половая психопатия» (1886), оказались настолько влиятельны, что термины Кертбени стали общепринятыми для обозначения сексуальной ориентации, в отличие от других обсуждавшихся в то время вариантов, в том числе аналогов Ульрихса «урнинг» (нем. Urning) и «дионинг» (нем. Dioning).

## Поздние годы
В конце 1850-х годов Кертбени некоторое время жил в Вене, а затем в Мюнхене, откуда вскоре был выслан за поддельный паспорт. В это время он написал двухтомные мемуары, изданные в Праге в 1861 и 1863 годах в основном в виде сборников писем под названием «Силуэты и реликвии» (нем. Silhouetten und Reliquien). Другими его мемуарами, связанными с известными знакомыми, являются «Воспоминания о графе Иштване Сеченьи» (Женева, 1860), «Воспоминания о графе Ладиславе Телеки» (Прага, 1861) и «Воспоминания о Чарльзе Силсфилде» (Брюссель и Лейпциг, 1864). В конце 1860 года он отправился в Женеву, чтобы написать исчерпывающую работу по истории этого города, из которой в итоге был опубликован только программный буклет. В число его работ также вошли обширная немецко-венгерская Библиография (Будапешт, 1860) и многочисленные политические брошюры.
Из Женевы Кертбени уехал в Париж, а оттуда в Брюссель, в котором оставался в течение трёх лет. В 1866 году он перебрался сначала в Дюссельдорф, затем в Кёльн и Ганновер, где, помимо прочего, писал тексты для рекламы вин. В 1868 году снова переехал в Берлин и прожил там следующие восемь лет, в основном занимаясь переводами. В Берлине Кертбени перенёс инсульт, парализовавший его с левой стороны. В 1875 году он вернулся в объединённый Будапешт, где умер в январе 1882 года в возрасте 57 лет, предположительно от сифилиса или после инсульта.
Его могила была заново открыта в 2001 году социологом Юдит Такач, которая интенсивно занималась исследованиями, посвящёнными писателю. Она выяснила, что он похоронен в Будапеште на кладбище Керепеши, где покоятся многие венгерские знаменитости XIX и XX веков. Активисты ЛГБТ-движения установили на его могиле новое надгробие, у которого с 2002 года регулярно проводятся церемонии по возложению памятных венков.

### Комментарии
1. ↑  «§ 143 уголовного кодекса Пруссии от 14 апреля 1851 г. и сохранение его в виде § 152 в проекте уголовного кодекса Северогерманского союза. Открытая и профессиональная переписка с Его Превосходительством доктором Адольфом Леонхардтом, королевским министром юстиции Пруссии»[20].
2. ↑  «Общественный вред § 143 уголовного кодекса Пруссии от 14 апреля 1851 г. и, следовательно, необходимость исключения его в виде § 152 из проекта уголовного кодекса Северогерманского союза. В ответ на публичный призыв Комиссии к рассмотрению данного законопроекта»[21].